# Nunatak

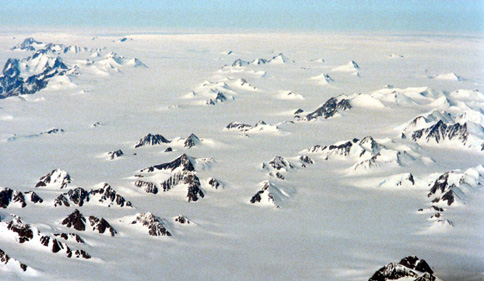
Nunataky na východním pobřeží Grónska

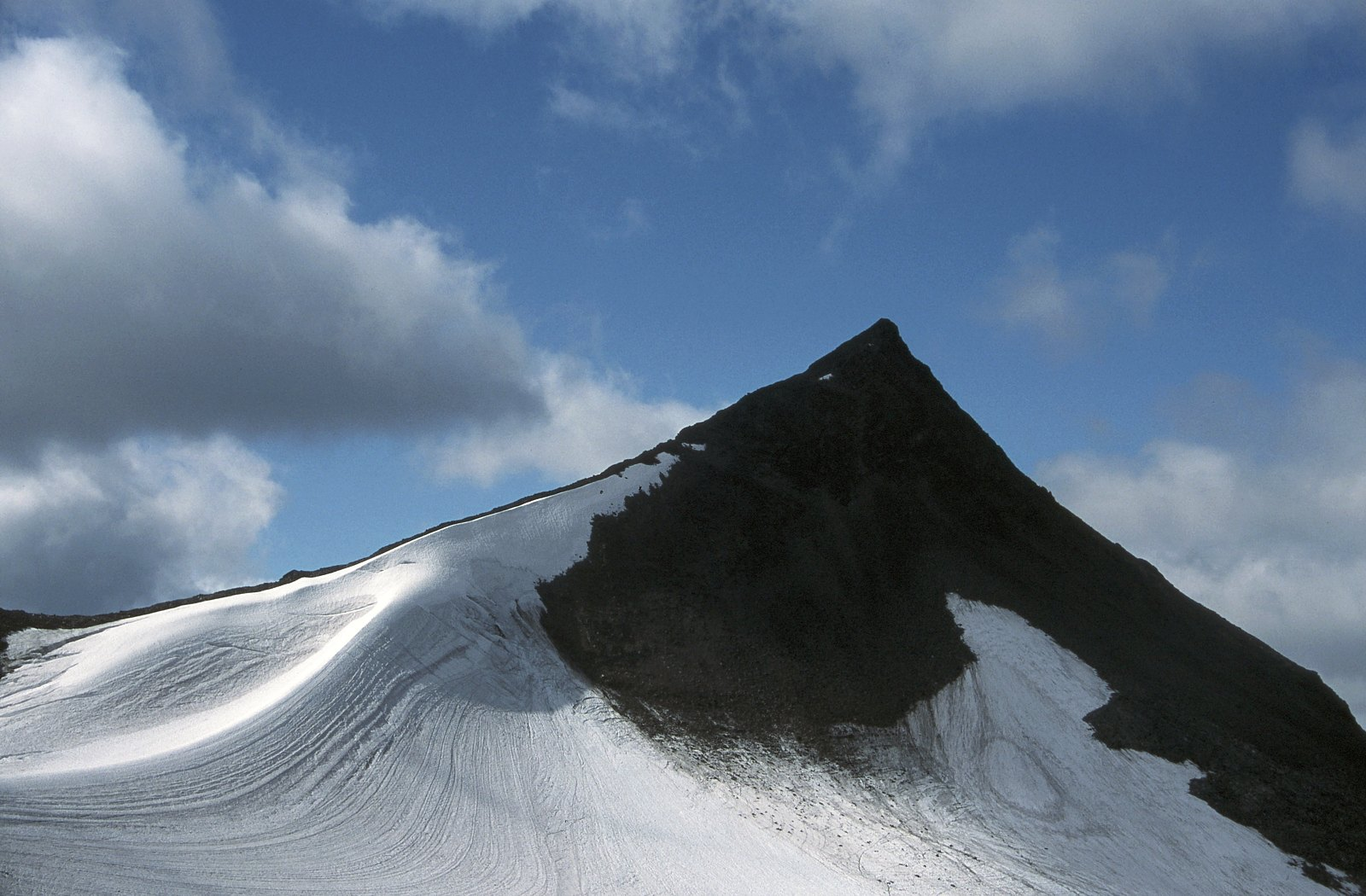
Drakryggen v Laponském území ve Švédsku

Nunatak (Nunaettak z jazyka Inuitů) je označení pro skalnatý vrchol hory vystupující z pevninského ledovce.
Nunataky vystupují nad ledovec například v Grónsku, Antarktidě nebo na Špicberkách. Většinou jsou to ostré skalnaté a rozeklané skalní masivy, na které působí silná eroze. Na některých z nich může být veškerý život izolován stejně jako na ostrovech uprostřed oceánu.
Slovo nunatak, v jazyce Inuitů znamenající osamělý vrchol, štít, se začalo od 80. let 19. století používat i v západoevropských jazycích.
Nunatak vzniká, když kolem skalního masivu obtéká ledovec, který pozvolna erozivní činností obrušuje jeho okraje, čímž dochází k vytváření jehlovitého vrcholku, který vyčnívá nad těleso ledovce.
Typickým nunatakem je nejvyšší hora Grónska Gunnbjørn.